# Toužím
Toužím è il primo singolo della cantante pop rock ceca Ewa Farna estratto dal quinto album di studio Virtuální.

## Classifiche
| Classifica (2009)   | Posizione massima |
| ------------------- | ----------------- |
| Czech Singles Chart | 14                |